# Нанцдічвайлер
Нанцдічвайлер (нім. Nanzdietschweiler) — громада в Німеччині, розташована в землі Рейнланд-Пфальц. Входить до складу району Кузель. Складова частина об'єднання громад Глан-Мюнхвайлер.
Площа — 9,82 км2. Населення становить 1145 ос. (станом на 31 грудня 2020).

## Галерея

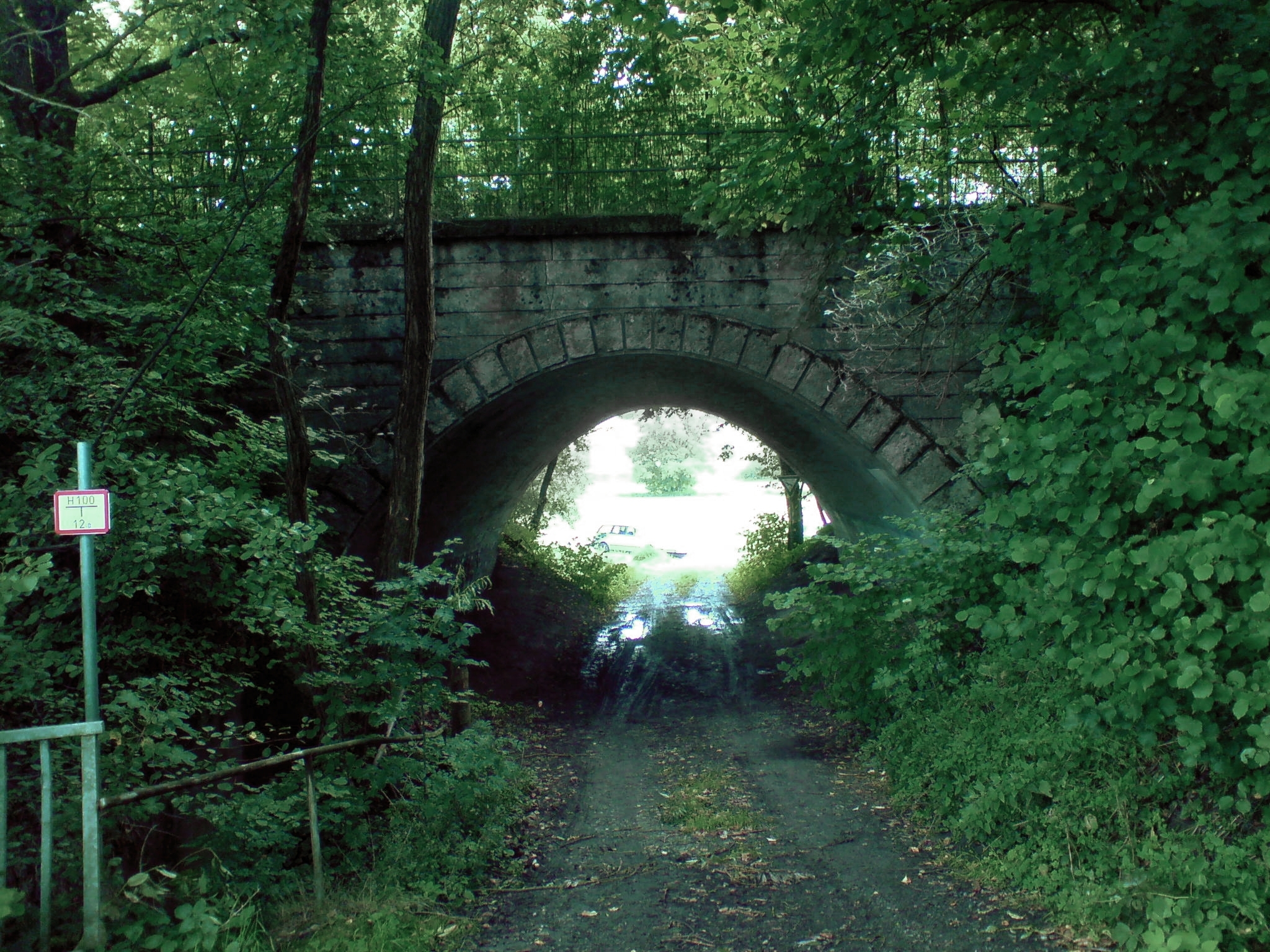
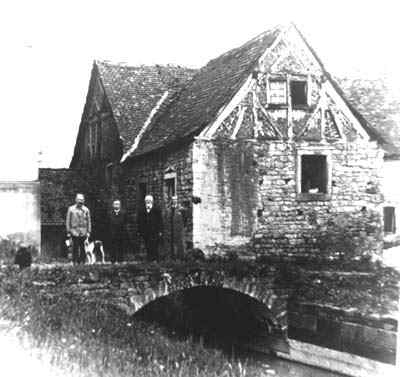